# Мамлай Олександр Анатолійович
Олекса́ндр Анато́лійович Мамла́й (7 серпня 1988 — 26 вересня 2014) — солдат Збройних сил України, учасник російсько-української війни.

## Життєвий шлях
Народився 1988 року в місті Золоте (Попаснянський район, Луганська область). В ранньому дитинстві з мамою переїхав на її батьківщину, батько лишився на Луганщині. Проживав в селі М'якоти, закінчив 9 класів М'якотівської ЗОШ, у ВПУ № 33 Острога здобув спеціальність водій-автослюсар. Відслужив строкову службу в лавах ЗСУ, працював.
У часі війни — водій їдальні взводу матеріального забезпечення, 128-ма окрема гірсько-піхотна бригада.
26 вересня 2014-го загинув під час виконання бойового завдання під містом Попасна.
Без єдиного сина лишились батьки.
Похований в селі М'якоти 2 жовтня 2014-го із військовими почестями.

## Нагороди та вшанування
За особисту мужність і героїзм, виявлені у захисті державного суверенітету та територіальної цілісності України, вірність військовій присязі під час російсько-української війни, відзначений — нагороджений
- орденом «За мужність» III ступеня (посмертно)
- 14 травня 2015 року в М'якотівській ЗОШ відкрито меморіальну дошку Олександру Мамлаю та Володимиру Чепелюку.
- Його портрет розміщений на меморіалі «Стіна пам'яті полеглих за Україну» у Києві: секція 4, ряд 8, місце 26
- Почесний громадянин Ізяславського району (посмертно; рішення тринадцятої сесії Ізяславської районної ради сьомого скликання від 23 лютого 2018 року № 21)
- Вшановується 26 вересня на щоденному ранковому церемоніалі вшанування українських захисників, які загинули цього дня в різні роки внаслідок російської збройної агресії[1]